# Farscape
Farscape és una sèrie de ciència-ficció australiana de televisió realitzada per The Jim Henson Company i Hallmark Entertainment.
Va ser emesa inicialment pel canal estatunidenc Sci-Fi Channel, que alhora va cofinançar la sèrie.
Farscape va ser ideada originalment a principis dels 90 per Rockne S. O'Bannon, Brian Henson i el productor executiu i escriptor David Kemper 
amb el títol Space Chase. El protagonista principal de la sèrie és l'astronauta nord-americà John Crichton (interpretat per Ben Browder), qui accidentalment creua un 'forat de cuc' mentre realitzava un vol experimental anant a parar a un lloc desconegut i llunyà de la galàxia.
Ràpidament és rescatat per una nau-presó fugida i després d'una breu i ràpida adaptació a la nova situació es veu immers en conflictes entre planetes, imperis i les personalitats incompatibles dels presoners fugits amb els qui s'alia.
Jim Henson ha estat tradicionalment un especialista en titelles i Farscape també les inclou. Dos dels personatges principals són animatronics: el derrocat Dominant Rygel XVI d'Hynèria i el pilot de la nau, una criatura de la mida d'un elefant, unida mental i físicament a Moya (Farscape), la nau viva de l'espècie Leviathan en la que els protagonistes viuen i viatgen.
El setembre de 2002, Sci-Fi Channel, que era part de Vivendi, va retirar la seva aportació econòmica a la cinquena temporada tot i que aquesta ja havia estat contractada, provocant així la cancel·lació de la sèrie malgrat que era molt popular i aclamada per la crítica, podent-se considerar com una veritable sèrie de culte dins del gènere.
Ràpidament els seguidors van engegar una campanya massiva amb cartes, trucades telefòniques, correus electrònics i anuncis esperant pressionar Sci-Fi Channel perquè continués amb la sèrie o perquè una altra cadena comprés els drets i la continués.
Aquesta reacció va fer que els plans inicials d'eliminar els decorats després de finalitzar la producció de la quarta temporada fossin ràpidament aturats i es van guardar per protegir així una possible continuació de la sèrie.
L'esperada continuació es va produir entre els anys 2003 i 2004 quan la Jim Henson Company va produir una minisèrie per tancar les línies argumentals que varen quedar obertes per la sobtada cancel·lació de la sèrie.
La minisèrie de tres hores Farscape: The Peacekeeper Wars, que resumia i condensava la trama principal de la sèrie que havia estat ideada per a la cinquena temporada va ser finalment emesa per Sci-Fi Channel l'octubre de 2004

## Premis
- Del 2000 al 2002 Farscape va guanyar dos premis Saturn per a la Millor sèrie de televisió per cable/sindicada i al Millor Actor de televisió (Ben Browder).
- En el 2002, Farscape també va ser nominada als premis Saturn de Millor Actriu (Claudia Black com l'exsoldat Aeryn Sun) i Millor Actriu de repartiment (Gigi Edgley com Chiana).